# Ariadne Daskalakis
Ariadne Daskalakis (* 1. Dezember 1969 in Boston, USA) ist eine Violinistin griechisch-amerikanischer Herkunft, die in Deutschland lebt und neben ihrer Konzerttätigkeit als Professorin für Geige an der Hochschule für Musik und Tanz Köln wirkt.

## Biografie
Daskalakis wuchs auf in einer Familie griechischer Einwanderer der ersten Generation in den USA. Bereits früh an der Geige ausgebildet, erhielt sie Unterricht unter anderem von Eric Rosenblith von der New England Conservatory Preparatory School. Sie besuchte die Winsor School Boston und studierte anschließend Geige an der Juilliard School in New York (bei Szymon Goldberg) und an der Hochschule der Künste Berlin (bei Ilan Gronich und Thomas Brandis), wo sie 1999 ihr Konzertexamen absolvierte. Zusätzlich zu ihrer musikalischen Ausbildung erwarb sie 1993 einen Bachelor of Arts von der Harvard University.
In den Jahren von 1992 bis 2003 arbeitete sie eng mit dem Ensemble Oriol Berlin zusammen, das überwiegend ohne Dirigent spielte, und mit dem sie auch als Konzertmeisterin und Solistin auftrat. 1994/95 gründete Ariadne Daskalakis gemeinsam mit weiteren führenden Mitgliedern dieses Ensembles das Manon Quartett Berlin, das bis 2007 mit zahlreichen Konzerten und mehreren CD-Einspielungen auftrat. Als Solistin spielte sie unter anderem mit der Kammerakademie Potsdam, den Berliner Symphonikern, der Nordwestdeutschen Philharmonie, dem Stuttgarter Kammerorchester, dem English Chamber Orchestra, dem Prager Kammerorchester, den Brünner Philharmonikern, den Stuttgarter Philharmonikern, dem Kölner Kammerorchester, dem Athener Nationalorchester, dem Symphonieorchester des Bayerischen Rundfunks München, der Akademie für Alte Musik Berlin, den Dortmunder Philharmonikern, der Kölner Akademie, dem New Bedford Symphony Orchestra, dem Norsk Barokkorkester und Concerto Köln. Zu ihren Kammermusikpartnern bei Duo-Rezitalen gehören die Pianisten Paolo Giacometti, Roglit Ishay, Anthony Spiri, Nina Tichman und Miri Yampolsky.
Ihr Repertoire deckt Alte und Neue Musik gleichermaßen und in großer Spannbreite ab. So war sie 2004 etwa an der Uraufführung des Violinkonzerts „Zeichnungen“ von Caspar Johannes Walter in der Reihe musica viva in München beteiligt, außerdem 2005 an der Wiener Uraufführung des Werks „Herr K und Frau N“, das Christoph Coburger für sie und den Bratschisten Sebastian Gottschick verfasste. 2011 wirkte sie als Solistin mit der Akademie für Alte Musik Berlin zusammen bei der von Juan Kruz Diaz de Garaio Esnaola (Tanzkompanie Sasha Waltz & Guests) nach Vivaldis „Vier Jahreszeiten“ choreographierten Produktion „4x4“ mit. Sie ist Mitbegründerin des Ensemble Vintage Köln und spielt in historisch informierter Aufführungspraxis klassisches Repertoire mit Darmsaiten, historischem Bogen und Fortepiano.
2012 gründete sie das internationale Sommer-Kammermusikfestival Music from Land’s End Wareham in Wareham, Massachusetts (USA). Im selben Jahr war sie zudem beteiligt an der Gründung der Internationalen Kammermusikwoche der Europäischen Akademie für Musik und Darstellende Kunst Palazzo Ricci, Montepulciano. Seit 2015 ist sie die Künstlerische Leiterin des Palazzo Ricci.
Nachdem sie 1985/1986 bereits bei diversen regionalen Wettbewerben Preise gewonnen hatte (Boston Symphony Orchestra Youth Concerts, Brookline Concerto Competition, Mystic Valley Concerto Competition) wurde sie 1986 mit der bei dieser Gelegenheit erstmals verliehenen Christa McAuliffe Medallion der Framingham State University ausgezeichnet, außerdem 1987 mit dem Francis Lanier Award des New England Conservatory. Weitere Preise gewann sie unter anderem bei dem Ibolyka Gyarfas Wettbewerb Berlin (1992), dem Internationalen Musikwettbewerb der ARD München (1998) und der St. Louis Symphony Strings Competition (2000). Sie war außerdem Stipendiatin der Mozart Gesellschaft Dortmund (2000).
Ehemalige Studenten von Ariadne Daskalakis haben feste Stellen etwa beim WDR Sinfonieorchester Köln und dem WDR Funkhausorchester Köln, dem  Orchestre philharmonique du Luxembourg, dem Gewandhausorchester, dem Beethoven Orchester Bonn, dem Kölner Kammerorchester, der  Internationalen Ensemble Modern Akademie, den  Düsseldorfer Symphonikern, der Geneva Camerata, dem Sinfonieorchester Aachen und beim  Badischen Staatstheater Karlsruhe. Weiter betreute sie Preisträger bei internationalen Wettbewerben in Deutschland, Italien, Spanien und Japan.

## Diskografie
- Jō Kondō: Bonjin. Chamber Music. Ensemble L`Art pour L`Art. Wergo 2016.
- Ferdinand Ries: Violin Sonatas. Ariadne Daskalakis, Wolfgang Brunner. CPO 2015.
- Heinrich Ignaz Franz Biber: Rosenkranzsonaten. Ariadne Daskalakis, Ensemble Vintage Köln. BIS 2015.
- Johann Wenzel Kalliwoda: Violin Concertinos, Overtures. Ariadne Daskalakis, Kölner Akademie / Michael Alexander Willens. CPO 2015.
- „7 With One Stroke“. Concertos by Antonio Vivaldi. Ariadne Daskalakis, Stuttgarter Kammerorchester. Tacet 2013.
- Georg Friedrich Händel: Complete Violin Sonatas. Ensemble Vintage Köln, Ariadne Daskalakis. Naxos 2010. (“Selection of the Month” im The Strad Magazin)[8]
- Witold Lutosławski: Complete Music for Violin and Piano | Karol Szymanowski: Myths | Leoš Janáček: Violin Sonata. Ariadne Daskalakis, Miri Yampolsky. Naxos 2009.
- Joseph Haydn: Konzerte für Soloinstrumente - Double Concerto in F major, Hob.XVIII:6. Ariadne Daskalakis (Violin), Harald Hoeren (Fortepiano), Kölner Kammerorchester/Helmut Müller-Brühl. Naxos 2007.
- Giuseppe Tartini: Fünf Violinkonzerte. Ariadne Daskalakis, Kölner Kammerorchester/Helmut Müller-Brühl. Naxos 2005. (CD des Monats bei Naxos, von der Zeitschrift The Strad als „Concerto Selection“ ausgezeichnet)
- Joseph Joachim Raff: Violin Sonatas Nos. 1, 3 & 4. Ariadne Daskalakis, Roglit Ishay, Tudor 2004.
- Joseph Joachim Raff: Violin Sonatas Nos. 2 & 5. Ariadne Daskalakis, Roglit Ishay. Tudor 2004.
- Gabriel Fauré: L’horizon fantastique: pièces pour piano et violon. Ariadne Daskalakis, Roglit Ishay. Carpe Diem 2003.
- Matteis, Biber, Baltzar, Corelli, J. S. Bach: Violino Arioso. Ariadne Daskalakis, Helene Lerch, Gabriella Strümpel. Tudor 2000.
- Schubert, Purcell, Janáček, Manon Quartett Berlin - 1998 - live recording, Ariadne Daskalakis, Bernhard Forck, Sebastian Gottschick, Anna Carewe. IPPNW 1998.
- Saint-Saëns, Debussy, Mozart, Brahms: Ariadne. Ariadne Daskalakis, Roglit Ishay. Carpe Diem 1996.
- Purcell, Mendelssohn Bartholdy, Berg, Manon Quartett Berlin - 1995 - live recording, Ariadne Daskalakis, Bernhard Forck, Sebastian Gottschick, Anna Carewe. IPPNW 1995.